# Ганжа, Александр Дорофеевич

А. Ганжа с одним из своих изделий

Александр Дорофеевич Ганжа (1905, Жорнище, Ильинецкий район — 1982) — советский украинский гончар, мастер художественной керамики. Создавал антропоморфные и анималистические изделия.

## Биография
Родился в 1905 году в селе гончаров Жорнище. Там же он и обучился гончарному ремеслу. По одной из версий гончарить его учил отец, но на самом деле этому ремеслу Александра Ганжу обучал его сосед. В молодости Ганжа не имел особенной популярности, как гончар, он изготовлял лишь керамическую посуду и тарелки с анималистическими изображениями на них.
Был женат два раза. Первая жена скончалась. Позже он женился снова. От первого брака осталось двое сыновей: Степан и Пётр. Пётр стал гончарить, обучался во Львовском государственном институте декоративного и прикладного искусства. Степан в дальнейшем стал изготовлять художественные ковры.
Известность Александр Ганжа стал приобретать в начале 70-х годов. В его популяризации активное участие принимал его сын Петр.
Первое упоминание в прессе появилось в 1970 году в одном из периодических искусствоведческих изданий. Статья имела название «Жорницкий чародей». Опубликована она была Нарцисом Кочережкам. После этого упоминания об Александре Ганже начали появляться в различных газетах и журналах. О творчестве Александра Дорофеевича был отснят документальный фильм «Круг» (режиссёр 24-летний Михаил Илленко), в целом фильм был посвящён творчеству украинских гончаров.
Изделия Ганжи начали появляться на художественных выставках — на республиканской выставке народного декоративного искусства, посвящённой 50-ти летию создания СССР (14.12.1972-24.01.1973). В 1973 году Петр Ганжа устроил в зале Харьковского художественного музея первую персональную выставку творчества своего отца, на ней экспонировалось около 40 изделий. Вторая персональная выставка была организована в Москве.